# Alagón del Río
Alagón del Río ist ein südwestspanischer Ort und eine Gemeinde mit 909 Einwohnern (Stand: 2024) in der Provinz Cáceres in der Autonomen Region Extremadura. Bis zum Jahr 2010 gehörten der Ort und sein Umland zur Gemeinde Galisteo.

## Lage und Klima
Der Ort Alagón del Río liegt am Río Alagón etwa 28 km (Fahrtstrecke) südwestlich der Stadt Plasencia bzw. ca. 21 km östlich der Bischofsstadt Coria im Grenzgebiet zu Portugal in einer Höhe von ca. 260 m; die Provinzhauptstadt Cáceres ist etwa 66 km in südlicher Richtung entfernt. Das Klima ist gemäßigt bis warm; Regen (ca. 785 mm/Jahr) fällt überwiegend im Winterhalbjahr.

## Bevölkerungsentwicklung
| Jahr      | 1857 | 1900 | 1950 | 2010 | 2021 |
| Einwohner | --   | --   | --   | 879  | 933  |

Die Gemeinde Alagón del Río entstand erst mit Beginn des Jahres 2010.

## Wirtschaft
Das Gemeindegebiet besteht größtenteils aus landwirtschaftlich genutzten Flächen.

## Geschichte
Die Geschichte des Ortes ist eng verknüpft mit der von Galisteo, doch entstand er im Wesentlichen erst nach der Fertigstellung des etwa 30 km nördlich gelegenen Stausees Embalse de Gabriel y Galán im Jahr 1961.

## Sehenswürdigkeiten
- Die Stierkampfarena (Plaza de Toros) wurde im Jahr 1912 erbaut.[4]
- Die Kirche des Ortes (Iglesia Espíritu Santo) entstand wurde im November 1958 geweiht. Das Innere bewahrt eine Statue des Cristo de la Salud aus dem 16. Jahrhundert.